# Le Mans, chemin pour l'enfer
Pour plus de détails, voir Fiche technique et Distribution.
Le Mans, chemin pour l'enfer (Le Mans - Scorciatoia per l'inferno) est un film d'aventure italien réalisé par Osvaldo Civirani et sorti en 1970.

## Synopsis
John Scott est un pilote à la retraite depuis son accident tragique survenu en 1955 sur le circuit des 24 Heures. Il continue néanmoins à rester actif dans le milieu en tant que concepteur et entraîneur du jeune Dustin Rich, un jeune pilote imprudent et mal aimé de ses collègues...

## Fiche technique
Sauf indication contraire, les informations mentionnées dans cette section peuvent être confirmées par la base de données cinématographiques IMDb,  présente dans la section « Liens externes ».
- Titre français : Le Mans, chemin pour l'enfer ou Le Mans, circuit de l'enfer[1]
- Titre original : Le Mans - Scorciatoia per l'inferno[2]
- Réalisation : Osvaldo Civirani (sous le nom de « Richard Kean »)
- Scénario : Osvaldo Civirani, Tito Carpi (it)
- Photographie : Walter Civirani
- Montage : Mauro Contini
- Musique : Stelvio Cipriani
- Trucages : Marcello Di Paolo, Marisa Manici
- Sociétés de production : Cine Escalation
- Pays de production :  Italie
- Langue de tournage : italien
- Format : Couleur (Technicolor) - 2,35:1 - Son mono - 35 mm
- Durée : 88 minutes (1h28)
- Genre : Aventures sportives[1]
- Dates de sortie :
  - Italie : 3 septembre 1970
  - France : 16 janvier 1973[1]

## Distribution
- Lang Jeffries : John Scott
- Erna Schürer : Sheila
- Maurizio Bonuglia : Dustin Rich
- Edwige Fenech : Cora
- Franco Borelli : Franco Baresi
- Franco Pesce (en) : Agostino Bonelli
- Roberto Messina (sous le nom de « Bob Messenger ») : Kurt Weiss
- Dan Sturkie (non crédité) : Le professeur Mendez
- Ivano Staccioli (non crédité) : L'intervieweur
- Gaetano Imbrò
- Paola Iacopucci : Berit
- Marcello Di Paolo : Mark Roberts

## Production
Les extérieurs ont été tournés sur l'Autodromo Nazionale di Monza en Italie, sur le circuit permanent du Jarama en Espagne et sur le circuit de Zandvoort aux Pays-Bas. D'autres scènes ont été tournées à Modène et à Amsterdam. Dans le film, on voit quelques voitures et pilotes du championnat du monde de Formule 1 1970. Le pilote Giancarlo Baghetti a été engagé par la production pour procurer des conseils techniques à l'équipe.